# ハチヴァ・ダイマニ
ハチヴァ・ダイマニ（Hacjivah Dayimani、1997年9月23日 - ）は、トップ14ラシン92に所属するラグビーユニオン選手。

## プロフィール
- 南アフリカ・ケープタウン出身[1]。
- ポジションはフランカー(FL)、ナンバーエイト(No8)。
- 身長 188cm、体重 106kg

## 略歴
ジェッペ・ボーイズ高校卒業後、ゴールデン・ライオンズ、ライオンズ、ウェスタン・プロヴィンスを経て、2021年、ストーマーズに加入。 
2024年、ラシン92に加入。 